# Lyncestoides unilinea
Lyncestoides unilinea is een vlinder uit de familie spinneruilen (Erebidae). De wetenschappelijke naam is voor het eerst geldig gepubliceerd in 1885 door Swinhoe.
De soort komt voor in tropisch Afrika.